# Virginia Madsen

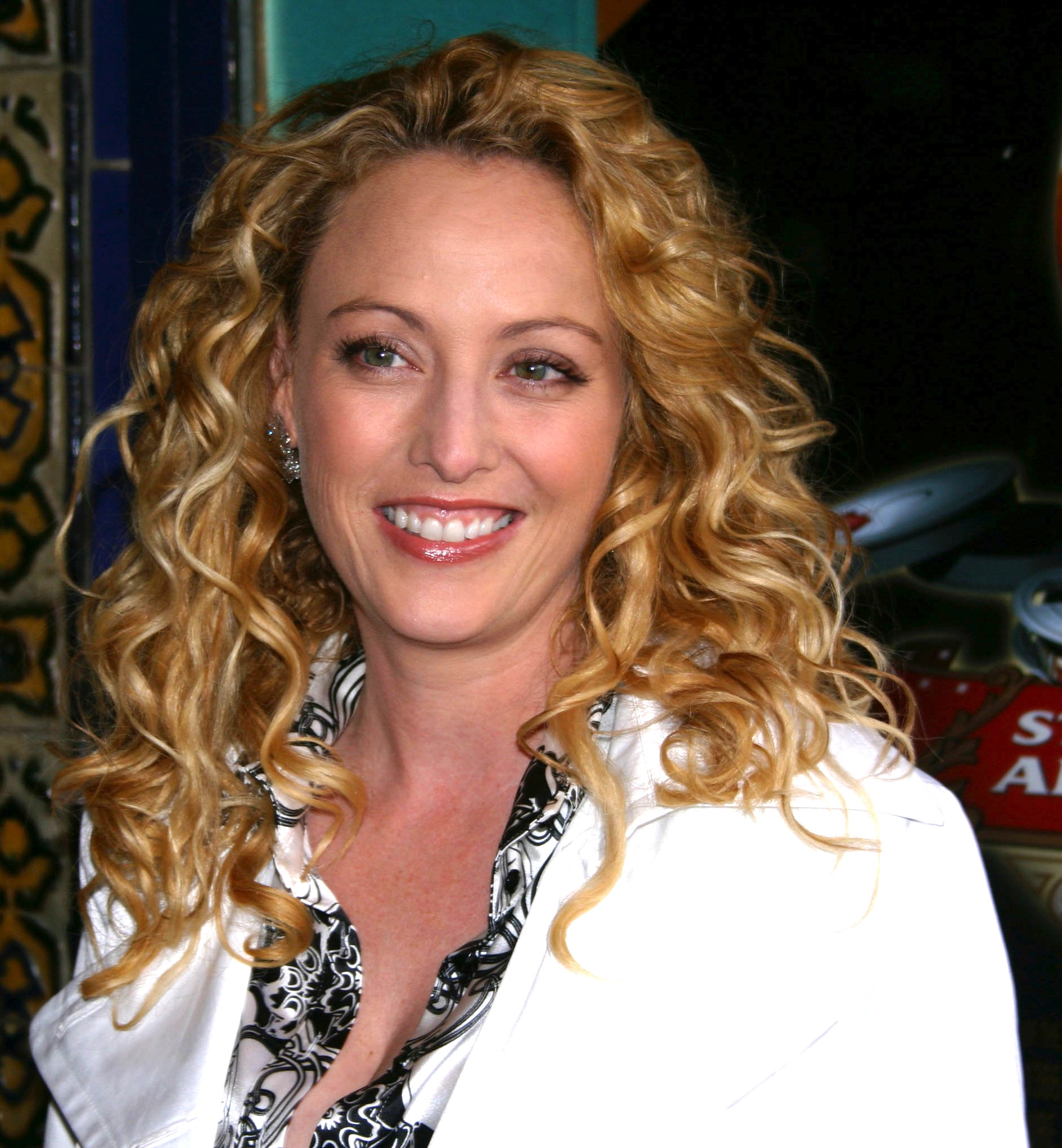
Virginia Madsen (2006)

Virginia Madsen (* 11. September 1961 in Chicago, Illinois) ist eine US-amerikanische Schauspielerin.

## Leben und Karriere
Nach Absolvierung der High School besuchte Madsen das Ted Liss Studio for Performing Arts in Chicago und das Harand Camp Adult Theater Seminar in Elkhart Lake, Wisconsin. Ihr älterer Bruder Michael sowie dessen Sohn Christian sind ebenfalls als Schauspieler tätig. Michael Madsen verstarb im Juli 2025.
Mitte der 1980er Jahre, als sie eine auf die Rolle der Verführerin festgelegte Schauspielerin war, gelang ihr nicht der Durchbruch. Nachdem sie Gastrollen in Serien wie CSI: Miami übernommen hatte, schaffte sie ein Comeback im Film Sideways. Für ihre Leistung in der melancholischen Komödie erhielt sie Nominierungen sowohl für den Oscar als auch für den Golden Globe Award. Für ihre Rolle in Candyman’s Fluch erhielt sie 1993 einen Saturn Award in der Kategorie Beste Schauspielerin.
Persönliches
Von 1989 bis 1992 war Madsen mit dem Schauspieler und Regisseur Danny Huston verheiratet. Mit dem Schauspieler Antonio Sabato junior hat sie einen gemeinsamen Sohn.

## Filmografie (Auswahl)
- 1983: Class
- 1984: Der Wüstenplanet (Dune)
- 1984: Electric Dreams

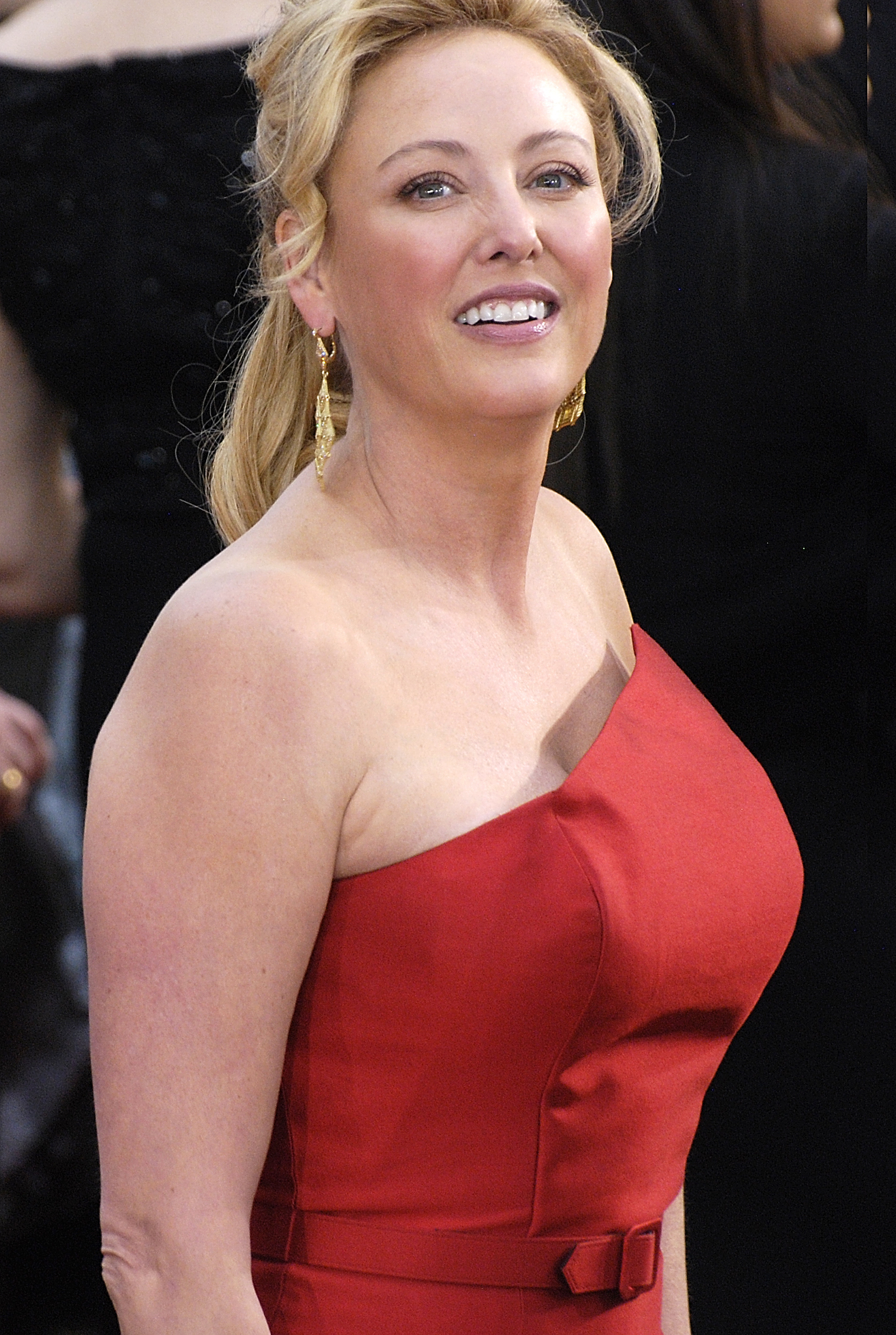
Madsen bei der Oscarverleihung 2009

- 1985: Creator – Der Professor und die Sünde (Creator)
- 1986: Fire with Fire – Verbotene Leidenschaft (Fire with Fire)
- 1986: Modern Girls
- 1987: Blondinen sterben früher (Slam Dance)
- 1987: Zombie High
- 1988: Heiß auf Trab (Hot to Trot)
- 1988: Tote Engel lügen nicht (Gotham)
- 1989: Tote lieben besser (Third Degree Burn)
- 1990: The Hot Spot – Spiel mit dem Feuer (The Hot Spot)
- 1990: Highlander II – Die Rückkehr (Highlander II – The Quickening)
- 1991: Seeschlacht vor Virginia (Ironclads)
- 1991: Becoming Colette
- 1992: Candyman’s Fluch (Candyman)
- 1993: Das Geheimnis um Linda (Linda)
- 1994: Blue Tiger
- 1995: God’s Army – Die letzte Schlacht (The Prophecy)
- 1996: Das Attentat (Ghosts of Mississippi)
- 1997: Der Regenmacher (The Rainmaker)
- 1998: Ambushed – Dunkle Rituale (Ambushed)
- 1998: Star Trek: Raumschiff Voyager (Star Trek: Voyager, Fernsehserie, Folge 4x22)
- 1999: Das Geisterschloss (The Haunting)
- 1999: The Florentine
- 1999: Frasier (Fernsehserie, 3 Folgen)
- 2000: Tödliche Freiheit (Children of Fortune)
- 2000: Der Teufel in Dir (Lying in Wait)
- 2002–2003: Dawson’s Creek (Fernsehserie, Folge 6x23)
- 2001: Der Ritt nach Hause (Crossfire Trail)
- 2004: Sideways
- 2006: Firewall
- 2006: Robert Altman’s Last Radio Show (A Prairie Home Companion)
- 2007: Astronaut Farmer (The Astronaut Farmer)
- 2007: Number 23 (The Number 23)
- 2007: Cutlass (Kurzfilm)
- 2008: Memories to Go – Vergeben... und vergessen! (Diminished Capacity)
- 2009: Das Haus der Dämonen (The Haunting of Connecticut)
- 2009: Monk (Fernsehserie, 3 Folgen)
- 2009: Wonder Woman (Stimme)
- 2011: Red Riding Hood – Unter dem Wolfsmond (Red Riding Hood)
- 2012: The Magic of Belle Isle – Ein verzauberter Sommer (The Magic of Belle Isle)
- 2013: Witches of East End (Fernsehserie, 8 Folgen)
- 2013: Crazy Kind of Love
- 2015: Dead Rising: Watchtower
- 2015: Joy – Alles außer gewöhnlich (Joy)
- 2016: American Gothic (Fernsehserie, 13 Folgen)
- 2016–2017: Designated Survivor (Fernsehserie, 15 Folgen)
- 2016: Better Watch Out
- 2016: Burn Your Maps
- 2016–2019: Elementary (Fernsehserie, 3 Folgen)
- 2017: A Change of Heart
- 2018: 1985
- 2018: Her Smell
- 2018: Spare Room
- 2018: Die Wahrheit über den Fall Harry Quebert (The Truth About The Harry Quebert Affair, Fernsehserie, 10 Folgen)
- 2019: Swamp Thing (Fernsehserie, 8 Folgen)
- 2020: Alles Gute kommt von oben (Operation Christmas Drop)
- 2022: The Devil’s Light (Prey for the Devil)
- 2023: One Day as a Lion
- 2023: Völlig zerstört (Obliterated, Fernsehserie, 1 Folge)
- 2024: Lola
- 2024: Holidazed (Miniserie, 8 Folgen)

## Auszeichnungen
Oscar
- 2005: Nominierung als Beste Nebendarstellerin für Sideways

Golden Globe
- 2005: Nominierung als Beste Nebendarstellerin für Sideways

Screen Actors Guild Award
- 2005: Nominierung als Beste Nebendarstellerin für Sideways
- 2005: Bestes Schauspielensemble für Sideways

Saturn Award
- 1993: Beste Hauptdarstellerin für Candyman’s Fluch

Satellite Award
- 2004: Nominierung als Beste Nebendarstellerin — Komödie/Musical für Sideways
- 2004: Bestes Schauspielensemble für Sideways

Critics’ Choice Award
- 2005: Beste Nebendarstellerin für Sideways
- 2005: Bestes Schauspielensemble für Sideways